# Malusha
Malusha/Malfrida (en ruso y ucraniano: Малушa, nórdico antiguo: Málfríðr) históricamente conocida como el ama de casa (jolopka) de Olga de Kiev y la concubina de su hijo Sviatoslav I de Kiev. De acuerdo a las crónicas eslavas, fue la madre de Vladímir el Grande y hermana de Dobrynia. Las sagas nórdicas describen a la madre de Vladímir como una profetisa que vivió hasta la edad de 100 años y fue llevada de su cueva hasta el palacio para predecir el futuro. Probablemente era de origen nórdico.

## Origen real
Como las crónicas no dicen nada sobre la genealogía de Malusha, los historiadores rusos del siglo XIX idearon varias teorías para explicar su parentesco y nombre.
El destacado investigador de crónicas y lingüista Alekséi Shájmatov consideraba a Malusha hija de Mstisha Svenéldovich, hijo del varego voivoda Sveinald. Él creía que el nombre Malusha era una versión eslavizada del nombre escandinavo Malfried. La Crónica de Néstor registra que una cierta Malfried murió en el 1000. Este registro precede a la muerte de Rogneda. Como Rogneda era la esposa de Vladímir, los historiadores asumen que Malfried era otro pariente cercano del príncipe gobernante, como su esposa o madre.
Otro historiador ruso, Dmitri Ilovaiski, llegó a la conclusión opuesta de que el nombre eslavo Malusha se convirtió en el Malfried escandinavo. El historiador ucraniano Myjailo Hrushevsky critica ambas versiones. El arqueólogo Dmitri Prozorovski cree que Malusha era hija de Mal, un líder drevliano.